# Mary Jane O'Donovan Rossa
Pour les articles homonymes, voir O'Donovan et Rossa (homonymie).
Mary Jane O'Donovan Rossa, née le 27 janvier 1845 et morte le 18 août 1916, est une poète et une activiste politique irlandaise.

## Biographie

### Jeunesse et famille
Mary Jane O'Donovan Rossa, née Mary Jane Irwin, est née à Clonakilty dans le comté de Cork, le 27 janvier 1845. Elle est la fille de Maxwell Irwin, commerçant et membre du mouvement Jeune Irlande. Elle fréquente un pensionnat au Sacred Heart Convent à Roscrea et commence à écrire de la poésie dès son enfance. Elle épouse Jeremiah O'Donovan Rossa , le 22 août 1864. Son mari enrôle ses frères dans l'Irish Republican Brotherhood (IRB). Le couple a 13 enfants, tous n'ont pas survécu jusqu'à l'âge adulte,.

### Activités féniennes
O'Donovan écrit de la poésie pour le journal fénien The Irish People. Elle écrit sous les pseudonymes Cliodhna et M. J. I. En 1865, le journal est fermé et son mari est arrêté. Elle devient la secrétaire du « comité des dames » qui se charge de recueillir des fonds pour les familles des détenus féniens et qui va jusqu'à collecter des fonds pour près de 3000 familles ayant besoin d'aide. O'Donovan démissionne de la commission en mars 1867 alors que la police soupçonne qu'elle utilise l'argent pour financer l'IRB. Elle écrit à William Ewart Gladstone pour faire pression pour libérer son mari, mais ne reçoit aucune réponse.

### Vie en Amérique
Suivant les conseils de son mari, O'Donovan émigre à New York. Richard Pigott paye son billet. Elle subvient à ses besoins en parlant en public, en écrivant et en donnant des leçons d'élocution. Son seul recueil de poésie, Irish lyrical poems, est publié en 1868 à New York. Son mari est libéré de prison en janvier 1871 et la rejoint à New York où ils vivent les 20 années suivantes au 1009 Hancock Street, à Brooklyn. La famille déménage à Staten Island après la mort de leur fils Maxwell en 1893.

### Fin de vie
O'Donovan est une partisane du vote des femmes et du Clan na Gael mais estime également que les organisations de femmes, telles que Cumann na mBan, devraient avoir un rôle subalterne par rapport à leurs équivalents masculins en politique. Le couple quitte les États-Unis en novembre 1905 alors que son mari prend un poste au conseil du comté de Cork. En raison de sa mauvaise santé, O'Donovan retourne aux États-Unis en février 1906, son mari quittant son emploi pour la suivre. De 1910 à sa mort, son mari est hospitalisé en raison de sa santé défaillante. Elle accompagne les restes de son mari en Irlande en août 1915.
De retour en Irlande, O'Donovan publie de nombreux articles dans la presse et plusieurs poèmes. De retour en Amérique, elle couvre les événements irlandais pour le Gaelic American. In memory of Padraig Pearse, son dernier poème est écrit quelques jours avant sa propre mort. O'Donovan décède à New York le 18 août 1916.